# Pierre Ucciani
Pour les articles homonymes, voir Ucciani (homonymie).
Pierre Ucciani, né à Ajaccio le 28 novembre 1851 et mort à Paris le 18 février 1939, est un bijoutier-joaillier-orfèvre et peintre français, également marchand d'art, et expert en joaillerie-orfèvrerie.

## Biographie
Au décès de son père, Pierre Ucciani âgé de 8 ans quitte Ajaccio et s'installe à Paris dans la famille de sa mère, née Lambroschini.
Jeune bijoutier de 28 ans, il épouse en 1879 Hortense Bégard,, fille cadette d'une famille d'important bijoutier-joaillier-horloger-orfèvre. À la suite du décès de son beau-père, suivi de celui de l'ainé de ses beaux-frères, il devient avec son épouse en 1883, propriétaire de l'entreprise Bégard.
Artiste-peintre, il est l'élève de Paul-Désiré Trouillebert, ils deviennent amis et peignent ensemble des paysages de campagne.
Lassée de ses infidélités et de son goût pour le jeu, son épouse Hortense obtient le divorce en 1896 avec la garde des enfants, et rachète la totalité des parts de l'affaire Bégard.
Redevenu célibataire, Pierre Ucciani mène une vie parisienne et participe à des championnats d'escrime avec Alphonse Kirchhoffer,,,.
En 1902, il épouse en secondes noces Émilie Lafontaine, belle-fille de son ami Octave Le Corsu. Il résilie son poinçon de maître bijoutier et se présente comme « ouvrier d'art, créateur de bijoux et artiste peintre ». En 1906, son épouse Émilie et sa mère héritent de leur oncle Romain Gessler, Émilie achète une villa à Cabourg, et fait construire avec sa mère, deux petits hôtels particuliers contigus que les deux couples viennent habiter 5 et 7, rue Alfred de Musset à Neuilly-sur-Seine.
Sur proposition de son cousin Simon Ucciani, conseiller de cour d'appel de Paris, il est nommé expert en joaillerie-orfèvrerie, puis devient également marchand d'art.
L'été, il séjourne dans sa villa de Cabourg, puis devenu veuf, chez sa fille Marie-Renée Ucciani à Villers-sur-Mer. Ils posent ensemble leurs chevalets sur le bord de mer comme dans la campagne du Pays d'Auge. Pierre et sa fille retournent ensemble en Corse en 1936 et 1937.
Il meurt le 18 février 1939 à Paris, mais est inhumé aux côtés de sa seconde épouse au cimetière de Cabourg.

## Œuvres
Les œuvres suivantes, toutes en mains privées, ont été exposées dans des musées, lors de journées du patrimoine ou de manifestations culturelles.

### Sujets corse
- Golfe d'Ajaccio, 1884, huile sur toile[14], collection particulière[2],[15],[16].
- Tour paoline de Nonza[17], vers 1890, huile sur bois[18], collection particulière[2],[15],[16].
- Antoine Bonelli dit Bellacoscia, bandit d'honneur de Bocognano, vers 1890, huile sur toile, collection Ucciani[2],[15],[16].
- Tour génoise de Capitello, vers 1890, huile sur toile, collection Ucciani[2],[15],[16].

### Bords de rivières
- Barques amarrées, bord de Loire, vers 1890, huile sur bois, collection Chapuis-Hubac Jura[15].
- Soleil couchant, Bord de rivière, vers 1890, huile sur bois, collection Ucciani[2],[15].
- Chemin au bord de la rivière, vers 1890, huile sur toile (couverture du "Pays d'Auge"), collection Ucciani[2],[15].

### Littoral
- Parc à huîtres, Cabourg 1908, collection B. Dutour[2],[15],[19],[20].
- Chapelle Notre-Dame-de-Grâce, Honfleur vers 1910, huile sur bois, collection Ucciani[2],[15],[21].
- Église saint Pierre, Caen vers 1910, huile sur toile, collection Ucciani[2],[15],[21],[22].
- Vapeur du Havre entrant au port, Trouville-sur-Mer vers 1910, huile sur bois, collection Ucciani[2],[15],[21],[23],[24].
- Estacade et voilier, Trouville-sur-Mer vers 1910, huile sur bois, collection Ucciani[2],[15],[21].
- Le Bain de soleil, Cabourg vers 1920, huile sur bois, collection Ucciani.

## Expositions collectives
- Peintres du Pays d'Auge Journées du Patrimoine, exposition à l'église d'Auberville, septembre 2010[21].
- Le Calvados vu du ciel, vu du sol, exposition d'été au musée-château de Bénouville, juillet à septembre 2011[20].
- Église saint-Pierre (Caen), prêt aux archives départementales du Calvados, octobre à décembre 2011[22].
- Bateau du Havre à Trouville, exposition au Musée de Trouville - Villa Montebello, juin à septembre 2012[23].
- Villers et ses peintres 1858-1930, exposition au « Villare » de Villers-sur-Mer, juin et juillet 2014[15].

## Émission radiophonique
- RCF Cavados Manche, 4 avril 2012[2].